# Вега-де-Вільялобос
Вега-де-Вільялобос (ісп. Vega de Villalobos) — муніципалітет в Іспанії, у складі автономної спільноти Кастилія-і-Леон, у провінції Самора. Населення — 121 особа (2010).
Муніципалітет розташований на відстані близько 270 км на північний захід від Мадрида, 65 км на північний захід від Самори.

## Демографія
Динаміка населення (INE ):